# National Health Service

Logo van de NHS in Engeland

De National Health Service (NHS) (Engels voor Nationale Gezondheidsdienst) is het openbare gezondheidszorgstelsel van het Verenigd Koninkrijk. Het bestaat uit vier organisaties:
- National Health Service of NHS in Engeland
- NHS Scotland (Schots: SNS Alba of Seirbheis Slàinte na h-Alba) in Schotland
- NHS Wales (Welsh: Gwasanaeth Iechyd Gwladol Cymru of GIG Cymru) in Wales
- Health and Social Care in Northern Ireland of HSC in Noord-Ierland

De gezondheidsdiensten werden in juli 1948 opgericht door toenmalig gezondheidsminister Aneurin Bevan. Hoewel ze worden gefinancierd uit de nationale belastinggelden, opereren de vier organisaties zelfstandig. De NHS biedt elke inwoner van het Verenigd Koninkrijk primaire en secundaire gezondheidszorg.
In Engeland valt de NHS onder het ministerie van gezondheid; in Wales, Schotland en Noord-Ierland is het beheer in handen van de eigen regering. De NHS heeft meer dan 1,7 miljoen werknemers in dienst.